# Jimmy Gopperth
Pas d'image ? Cliquez ici

a Compétitions nationales et continentales officielles uniquement.

b Matchs officiels uniquement.
Dernière mise à jour le 24 octobre 2023.
Jimmy Gopperth, né le 29 juin 1983 à New Plymouth, est un joueur néo-zélandais de rugby à XV évoluant au poste de demi d'ouverture avec Provence Rugby.
Il commence sa carrière professionnelle dans son pays de naissance, en Nouvelle-Zélande où il joue dans un premier temps avec Wellington et les Hurricanes en Super Rugby, puis avec North Harbour et les Blues durant une saison. Il rejoint ensuite l'Europe et signe chez les Newcastle Falcons où il joue durant quatre saisons. Il fait un bref passage en Irlande de deux ans au Leinster, avec qui il remporte le Pro12 en 2014, puis retourne en Angleterre, chez les Wasps, où il reste sept ans. Il joue ensuite une saison avec Leicester, avant de venir finir sa carrière en France à Provence en deuxième division.
Malgré son talent et ses très bonnes performances en club, il n'a jamais eu l'occasion de jouer pour les All Blacks à cause de la forte concurrence à son poste et du fait qu'il jouait une grande partie de sa carrière en Europe, le rendant inéligible pour sa sélection.

## Biographie

### Jeunesse et formation
Jimmy Gopperth naît le 29 juin 1983 à New Plymouth en Nouvelle-Zélande. Il commence le rugby à XV dans le club local d'Opunake à l'âge de trois ou quatre ans, où son père, Gavin, jouait et l'entrainait. Son père était également éleveur de vaches laitières à Pihama, un village situé à une dizaine de minutes d'Opunake.
Il fréquente ensuite la New Plymouth Boys' High School (en), et joue pour l'équipe de rugby de cette école, avant d'être recruté à Wellington où il joue dans un premier temps au Petone rugby club, puis pour Old Boys University (en). À cette période, il admire l'international néo-zélandais Grant Fox.
Il fait également partie de l'équipe des New Zealand schoolboys (en), une équipe composée d'élèves de l'enseignement secondaire en Nouvelle-Zélande, et joue notamment avec Jerome Kaino, Luke McAlister ou Joe Rokocoko.
En 2003, à 20 ans, il rejoint l'équipe de Wellington où joue notamment Jonah Lomu, Christian Cullen ou encore Tana Umaga.
En 2004, Jimmy Gopperth joue avec l'équipe de Nouvelle-Zélande des moins de 21 ans avec qui il est finaliste du Championnat du monde de rugby à XV des moins de 21 ans, puis avec son équipe réserve : les Junior All Blacks deux ans plus tard en 2006.  Lors de la première édition de la Coupe des nations du Pacifique, Il joue deux matchs et termine meilleur réalisateur de la compétition avec 47 points.

### Début de carrière en Nouvelle-Zélande (2003-2009)
Jimmy Gopperth commence sa carrière professionnelle en 2003 avec Wellington dans le Championnat des provinces néo-zélandaises. Il fait ses premières apparitions sur les feuilles de match en août 2003 contre Southland et Auckland. Il joue son premier match le 13 septembre 2003, en entrant en jeu face à Bay of Plenty (victoire 33-13),.
La saison suivante, en 2004, son équipe atteint la finale du championnat. Pour ce match, Wellington affronte Canterbury et Gopperth débute sur le banc des remplaçants, avant d'entrer en jeu et de transformer un essai. Ce n'est cependant pas suffisant puisque les siens s'inclinent sur le score de 40 à 27,.
En 2005, il signe avec les Hurricanes en Super 12. Alors qu'il était le troisième demi d'ouverture dans la hiérarchie à son arrivée, David Holwell s'en va vers le Leinster et Riki Flutey se blesse durant la présaison. Il devient alors le numéro un et tient finalement ce rôle toute la saison,. Durant cette première saison, il fait même un essai avec les All Blacks, mais n'a pas la chance de jouer avec à cause de la forte concurrence à son poste où il est devancé par Dan Carter, Andrew Mehrtens, Nick Evans et Stephen Donald.
Il est ensuite de nouveau retenu dans l'équipe des Hurricanes pour la saison 2006 de Super 14. Son équipe se qualifie en finale de la compétition face aux Crusaders. Jimmy Gopperth n'est pas titulaire mais entre en jeu, toutefois son équipe est battue 19 à 12. De même en Air New Zealand Cup de la même année, Wellington atteint la finale de la compétition mais s'incline face à Waikato sur le score de 37 à 31 malgré 16 points au pied de Gopperth. Encore une fois l'année suivante, en 2007, il perd sa quatrième finale consécutive, lorsque Wellington s'incline en finale de Air New Zealand Cup contre Auckland 23-14.
Pour espérer pouvoir jouer pour son pays, Jimmy Gopperth est prêté à North Harbour en 2008 et rejoint les Blues pour la saison 2009 de Super 14,. Il ne joue qu'une saison avec ces deux équipes, participant à 12 rencontres avec North Harbour, inscrivant 102 points et 11 rencontres avec les Blues, marquant aussi 102 points.

### Poursuite en Angleterre et en Irlande (2009-2023)
Après seulement une saison passée avec les Blues, Jimmy Gopperth quitte son pays de naissance pour rejoindre l'Angleterre et les Newcastle Falcons en 2009, où il signe un contrat de trois ans pour remplacer Jonny Wilkinson. Il est alors âgé de 25 ans,. Dès sa première saison il s'impose et termine meilleur réalisateur du championnat,. Pour sa deuxième saison en Europe, son club atteint la finale de la Coupe anglo-galloise 2011. Pour cette rencontre, Newcastle affronte Gloucester et Jimmy Gopperth est titulaire à l'ouverture. Son équipe s'incline finalement 7 à 34. Il termine également meilleur réalisateur de Premiership pour la seconde saison consécutive,. Cette même année, en 2011, alors que les All Blacks connaissent une hécatombe au poste de demi d'ouverture avec les absences de Dan Carter, Colin Slade et Aaron Cruden pou la Coupe du monde 2011, Jimmy Gopperth aurait pu avoir l'occasion de jouer pour son pays mais jouant en Europe, il ne pouvait pas le représenter. Bien qu'ayant potentiellement le niveau pour la sélection nationale, il ne jouera jamais avec durant sa carrière. 
En fin de saison 2011-2012, il prolonge son contrat avec Newcastle de trois ans, soit jusqu'en 2015, malgré la relégation de son club en deuxième division. Finalement, Jimmy Gopperth ne reste qu'une saison dans cette division puisque son club remonte immédiatement après avoir décrocher le titre de champion en battant les Bedford Blues en finale (31-24). Il joue un très grand rôle dans la promotion de son équipe puisqu'il termine meilleur réalisateur du championnat avec 298 points marqués, dont 21 en finale.
Malgré sa récente prolongation de contrat, un an plus tard, en 2013, il quitte les Newcastle Falcons pour la province irlandaise du Leinster, où il remplace Jonathan Sexton, parti au Racing Métro. Dès sa première saison, il atteint la finale du Pro12, où son équipe affronte les Glasgow Warriors. Pour cette rencontre, Jimmy Gopperth est titulaire à l'ouverture, marque deux pénalité et transforme quatre essais, inscrivant un total de 14 points, permettant à son équipe de s'imposer sur le score de 34 à 12,. Finalement, après seulement deux saisons jouées en Irlande, il quitte la province et s'engage avec les Wasps pour remplacer Andy Goode, tandis que Sexton fait son retour au Leinster,.
Durant la saison 2016-2017, les Wasps atteignent la finale du championnat où ils affrontent Exeter. Gopperth est titulaire, inscrit un essai et dix points au pied. Ce n'est pourtant pas suffisant et son équipe est tout de même battue sur le score de 20 à 23,. Réalisant une excellente saison, Jimmy Gopperth termine meilleur réalisateur et est élu meilleur joueur de l'année en Premiership. Il figure donc aussi dans l'équipe type de la saison,,. Trois ans plus tard, lors de la saison 2019-2020, son équipe est de retour en finale du championnat d'Angleterre et affronte une nouvelle fois Exeter. Gopperth est titulaire au poste de centre accompagné par le Sud-Africain Juan de Jongh, inscrit huit points, mais son équipe s'incline de nouveau, une défaite 19-13,.
Après sept ans passés et plus de 1 200 points marqués avec les Wasps, il décide de quitter ce club à l'issue de la saison 2021-2022 et rejoint les Leicester Tigers.

### Fin de carrière en France, à Provence
À l'âge de 39 ans, en fin de contrat avec Leicester, Jimmy Gopperth décide de quitter le club anglais pour rejoindre Provence Rugby en Pro D2 à partir de la saison 2023-2024,. Le 23 mai 2024, il joue son 500e match professionnel lors du match de Pro D2 contre le FC Grenoble.

## Palmarès
- Wellington
  - Finaliste du Championnat des provinces néo-zélandaises en 2004, 2006 et 2007

- Hurricanes
  - Finaliste du Super Rugby en 2006

- Newcastle Falcons
  - Finaliste de la Coupe anglo-galloise en 2011
  - Vainqueur du Championnat d'Angleterre de 2e division en 2013

- Leinster
  - Vainqueur du Pro12 en 2014

- Wasps
  - Finaliste du Championnat d'Angleterre en 2017 et 2020

### En sélection nationale
- Nouvelle-Zélande -21
  - Finaliste du Championnat du monde de rugby à XV des moins de 21 ans en 2004

- Junior All Blacks
  - Vainqueur de la Coupe des nations du Pacifique en 2006

### Distinctions personnelles
- Meilleur réalisateur du Championnat des provinces néo-zélandaises en 2006.
- Meilleur réalisateur du Championnat d'Angleterre en 2010, 2011 et 2017.
- Meilleur réalisateur du Championnat d'Angleterre de 2e division en 2013.
- Meilleur joueur du Championnat d'Angleterre en 2017.
- Membre de l'équipe type du Championnat d'Angleterre en 2017.